# Luna Amară
Luna Amară – rumuńska rockowa grupa muzyczna. Nazwa, znacząca „Gorzki Księżyc”. jest zainspirowana angielskim tytułem filmu Romana Polańskiego pt. Gorzkie gody (Bitter Moon).
Zespół został założony we wrześniu 1999 pod nazwą Tanagra Noise przez Nicka Făgădara (wokalista, gitarzysta) i Gheorghe'a Farcașa (basista). W roku 2000 zmieniono nazwę zespołu na obecną. Przez ostatnie sześć lat grupa zagrała ponad 200 koncertów w samej Rumunii. Styl Luny Amary to połączenie nowoczesnego heavy metalu z rockiem alternatywnym.

## Dyskografia
- 2004 - Asfalt
- 2006 - Loc lipsă
- 2009 - Don't let your dreams fall asleep

## Teledyski
- marzec 2002 - Roșu aprins
- październik 2002 - Gri Dorian
- lipiec 2004 - Ego Nr. 4
- grudzień 2004 - Folclor
- styczeń 2006 - Loc lipsă